# 吃驚新聞
吃驚新聞（びっくりしんぶん）は、三重県宇治山田市（現・伊勢市）で発行していた地方紙。近代の宇治山田は新聞の発行が盛んな土地柄で、多くの新聞が創刊と廃刊を繰り返しており、吃驚新聞もそのうちの1つであった。新聞紙にピンク色の紙を使い、独特の記事を掲載する新聞であったが、浜田国松に買収されて以降、「神都日報」に改題して立憲政友会を支持する論調に転換した。新聞社は現存しないものの、通りの名前として伊勢市内にその名をとどめている。

## 概説
伊勢神宮の鳥居前町である宇治山田（伊勢）は、文化の開けた地域であり、1873年（明治6年）に加藤長平が「度会新聞」を発行するなど、周辺地域に比べて市民向けの新聞・雑誌の創刊が早かった。そうした宇治山田で7番目に創刊したのが吃驚新聞である。社主・富山健雄の個人経営による新聞社「仰天社」が発行していた。主筆は山崎武、主任は上部治正と淺部米蔵が務めた。
吃驚新聞は1907年（明治40年）5月に創刊した。創刊間もない1909年（明治42年）発行の『新聞名鑑』によれば、通常4ページの日刊紙（日曜・祭日の翌日は休刊）で、紙面の文字の大きさは五号（10.5 pt）、1行16字で6段組みであった。発行部数は6,037部であった。広告料は県内他紙に比べて安く設定していた。ピンク色の紙を使い、紙名に違わず、一風変わった記事を掲載していた。実際に吃驚新聞を読んだことのある中村精貮（志摩郷土会会長）は、「三文新聞」と評している。
1912年（明治45年）1月1日付の紙面には、付録として「神都財産競」（しんとざいさんくらべ）という小冊子が付いていた。この小冊子は、東京大学法学政治学研究科附属明治新聞雑誌文庫が所蔵し、現存する。この頃に、三重県立第四中学校（四中、現・三重県立宇治山田高等学校）の教師を1人ずつ諷刺した数え歌が紙面に掲載された。数え歌は生徒たちに大いに受け、当日の紙面は飛ぶように売れ、生徒はポケットにその切り抜きを忍ばせていた。当時の四中は風紀の取り締まりに厳しく、教師は躍起になって記事を書いた犯人を捜したが、結局見つけられず有耶無耶に終わった。一方生徒の間では宮瀬準一（後に改姓し岩田準一）よりほかはないと専らの噂で、本人は「何を騒ぐか」と上品なすまし顔を決め込み、肯定も否定もしなかった。この記事は後々まで語り草となり、1970年（昭和45年）になっても当時四中生だった老人たちは、集まると数え歌の一節を諳んじることができたという。
その後、1920年（大正9年）に国府重周に経営権が移り、1922年（大正11年）には地元出身の衆議院議員・浜田国松が経営権を獲得した。さらに1925年（大正14年）には「神都日報」と新聞名も改められた。本社は岩渕町から岡本町へ移転し、社のスタンスも革新派から浜田の所属する立憲政友会支持（保守派）に転換するなど、全く異なる新聞へと変貌を遂げた。内務省警保局による1927年（昭和2年）の極秘調査によると、当時の社主は土生喜一郎、主筆は土屋逸市で、浜田は後援者とされ、神都日報の発行部数は1,100部、発行エリアは三重県と東京市であった。神都日報がいつまで発行されていたかは不明であるが、宇治山田で最も長く続いた「伊勢朝報」が1942年（昭和17年）1月に伊勢新聞へ併合されており、その頃に廃刊となったものと見られる。

## びっくり世古

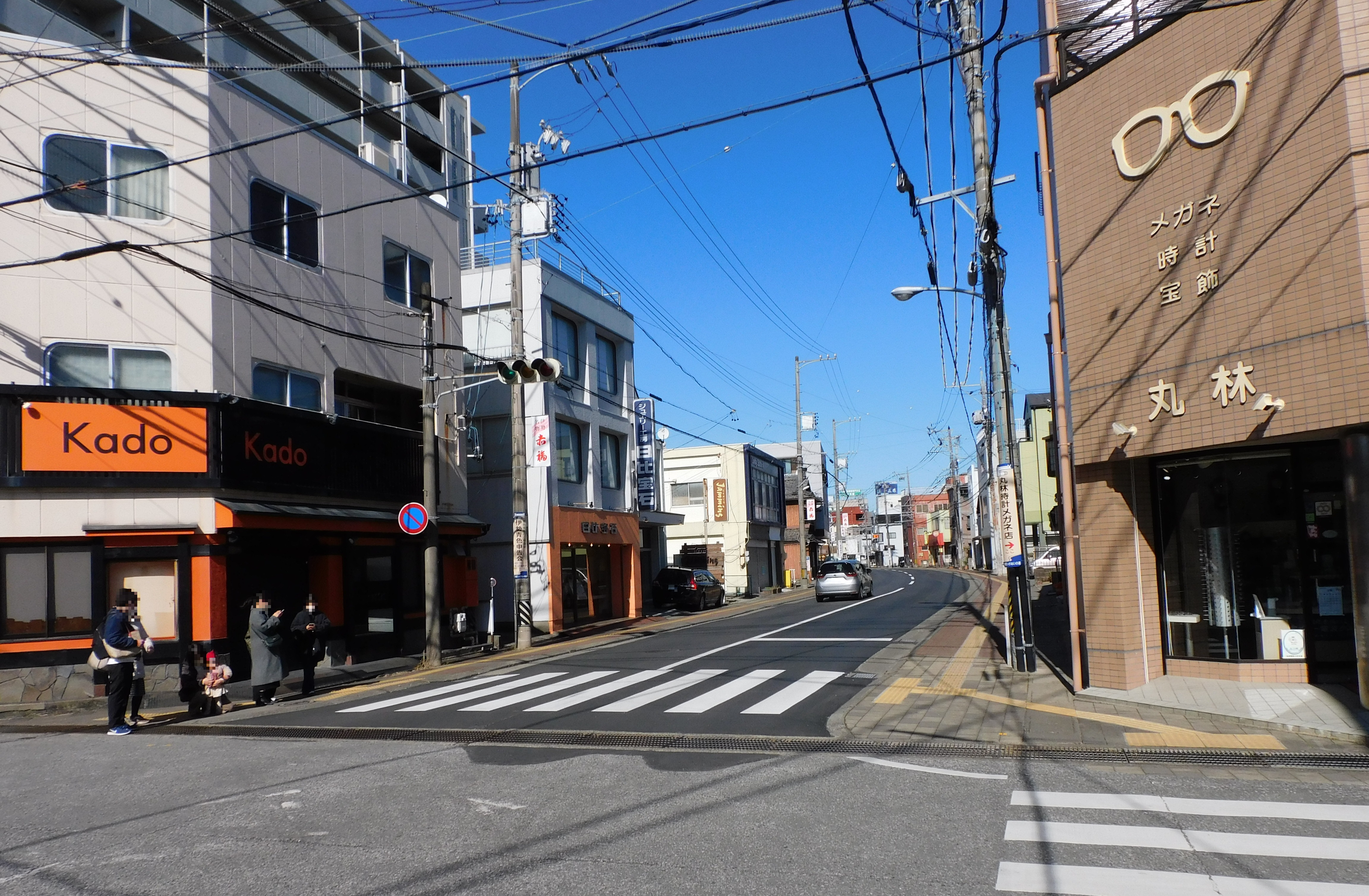
伊勢商工会議所前の交差点から見るびっくり世古（2023年）

JR・近鉄伊勢市駅にほど近い吹上交差点から伊勢商工会議所前までの通りは、「びっくり世古」と呼ばれている。元は正寿院世古（正壽院世古）という名前であったが、明治元年11月（グレゴリオ暦：1868年12月 - 1969年1月）に玉之小路に改称し、その後にこの通り沿いに吃驚新聞が社屋を構えたことから、奇抜な新聞名にちなんで、誰ともなく「びっくり世古」と呼ぶようになったという。
世古（せこ）とは伊勢の方言で路地を意味し、1960年（昭和35年）頃までは人が1人やっと通れるくらいの道幅しかなかったが、拡幅工事により1965年（昭和40年）までに幅の広い道路になった。びっくり世古は、伊勢市駅と伊勢市役所などがある岩渕の官庁街を結ぶ便利な通りとして利用され、個人経営の商店などが軒を連ねた。